# Bob Dylan Blues
Bob Dylan Blues是一首由平克·弗洛伊德创始人西德·巴雷特于1965年写的歌曲 。此歌曲早在专辑《巴雷特》时期已录制，但一直到2001年在专辑《The Best of Syd Barrett》中才发布。

## 制作人员
- 西德·巴雷特 – 原声吉他、主唱以及和声